# Cheilosia fasciata
Cheilosia fasciata là một loài ruồi trong họ Ruồi giả ong (Syrphidae). Loài này được Schiner & Egger mô tả khoa học đầu tiên năm 1853. Cheilosia fasciata phân bố ở vùng Cổ Bắc giới

## Hình ảnh

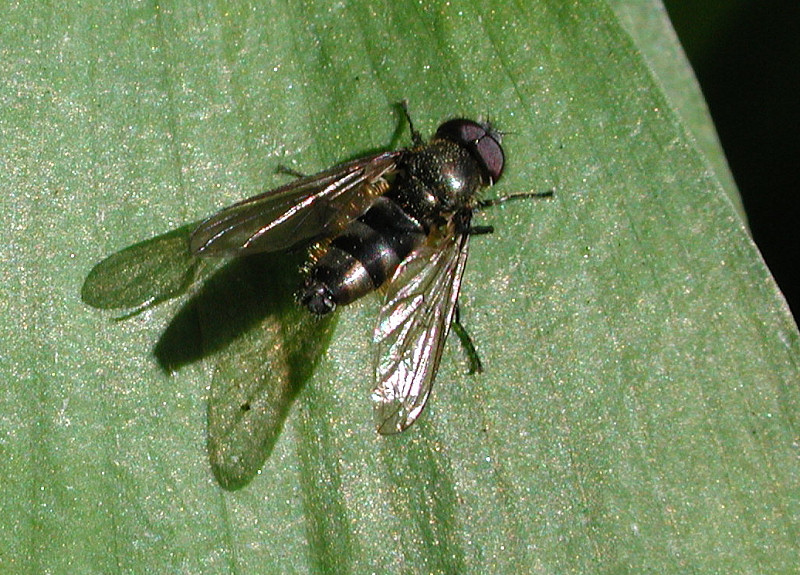
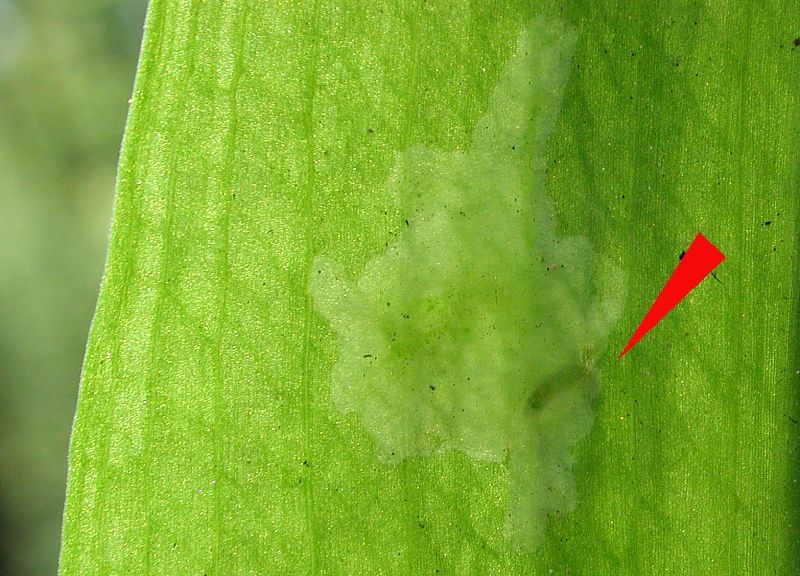